# Довгополюк Анна Сергіївна
Анна Сергіївна Довгополюк (11 жовтня 1985) — українська волейболістка, догравальник. Гравець національної збірної.

## Із біографії
Вихованка луцької волейбольної школи. Почала свій волейбольний шлях з 10 років. До 2013 року захищала кольори місцевої «Волині». Брала участь у різноманітних турнірах. Була гравцем юнацької та національної збірної України. Майстер спорту України.
Після дворічної перерви за сімейними обставинами стала гравцем запорізької «Орбіти», яку очолював Ігор Філіштинський.

## Клуби
| Роки           | Команди              |
| -------------- | -------------------- |
| З 2000 до 2013 | «Волинь» (Луцьк)     |
| 2015—2016      | «Орбіта» (Запоріжжя) |
| 2016—2017      | «Маккабі» (Хайфа)    |
| 2017—2018      | «Азеррейл» (Баку)    |
| 2018—2020      | «Мардін»             |
| 2020—2021      | «Регіна» (Рівне)     |
| 2021—2022      | «Маккабі» (Ашдод)    |

## Досягнення
- Чемпіон Азербайджану (1): 2018
- Володар кубка України (1): 2012
- Володар кубка Ізраїлю (1): 2017